# التون جان
سِر التون هِرکیولِس جان (انگلیسی: Sir Elton Hercules John؛ زادهٔ ۲۵ مارس ۱۹۴۷ با نام رِجینالد کِنِث دوایت) خواننده و ترانه‌نویس انگلیسی است. موسیقی و سبک نمایشی او تأثیر عمیق و ماندگاری بر صنعت موسیقی داشته است، و همکاری او در ترانه‌سرایی با برنی تائوپین، شاعر، یکی از موفق‌ترین همکاری‌ها در تاریخ موسیقی به‌شمار می‌رود. جان نوزدهمین فرد در تاریخ است که به دریافت EGOT (برنده جوایز امی، گرمی، اسکار و تونی) مفتخر شده است. او با فروش بیش از ۳۰۰ میلیون نسخه از آثارش در سراسر جهان، یکی از پرفروش‌ترین هنرمندان موسیقی در تمام دوران‌هاست.
جان از سنین پایین نواختن پیانو را آموخت و بورسیه‌ای از آکادمی سلطنتی موسیقی دریافت کرد. در دهه ۱۹۶۰، گروه بلوئزولوژی در سبک بلوز را تشکیل داد، به همراه تائوپین برای دیگر هنرمندان ترانه نوشت و به عنوان نوازنده در جلسات ضبط فعالیت کرد، و سپس اولین آلبوم خود، آسمان خالی (۱۹۶۹)، را منتشر کرد. او در طول شش دهه بعدی با انتشار ۳۲ آلبوم استودیویی، از جمله خداحافظ جاده خشتی زرد (۱۹۷۳) جایگاه خود را به عنوان نماد فرهنگی تثبیت کرد. تک‌آهنگ‌های موفق او شامل «ترانه تو»، «رقاص کوچک»، «راکت من»، «قلبم را نشکن»، «فداکاری» و «قلب سرد» می‌شوند. او همچنین در فیلم‌ها و تئاترهای موزیکال موفقیت‌هایی کسب کرده و برای آثاری چون شیرشاه (۱۹۹۴) موسیقی ساخته است. تور نهایی او، «خداحافظ جاده آجر زرد» (۲۰۱۸–۲۰۲۳)، در زمان خود به پرفروش‌ترین تور تاریخ تبدیل شد. زندگی و حرفه او در فیلم راکت‌من (۲۰۱۹) به تصویر کشیده شد.
جان از اواخر دهه ۱۹۸۰ در زمینه جمع‌آوری کمک‌های خیریه برای مبارزه با اچ‌آی‌وی/ایدز فعالیت داشته است. او در سال ۱۹۹۲ بنیاد ایدز التون جان را تأسیس کرد که بیش از ۳۰۰ میلیون پوند جمع‌آوری کرده است، و یک سال بعد میزبانی مهمانی سالانه جوایز اسکار بنیاد ایدز را آغاز کرد که به یکی از برجسته‌ترین مهمانی‌های اسکار در صنعت فیلم هالیوود تبدیل شده است.او از سال ۱۹۷۶ تا ۱۹۸۷ و دوباره از ۱۹۹۷ تا ۲۰۰۲ رئیس و مدیر باشگاه فوتبال واتفورد بود و اکنون رئیس افتخاری مادام‌العمر این باشگاه است. از اواخر دهه ۱۹۷۰ تا اواخر دهه ۱۹۸۰، جان با اعتیاد شدید به مواد مخدر و الکل دست‌وپنجه نرم کرد، اما از سال ۱۹۹۰ پاک و هوشیار بوده است. در سال ۲۰۰۵، با شریک زندگی طولانی‌مدت خود، دیوید فرنیش فیلمساز کانادایی، وارد رابطه مدنی شد و در سال ۲۰۱۴، پس از قانونی شدن ازدواج همجنس‌گرایان در انگلستان و ولز، با او ازدواج کرد.
جان بیش از پنجاه تک‌آهنگ راه‌یافته در فهرست ۴۰ ترانه برتر جدول تک‌آهنگ‌های بریتانیا و بیلبورد هات ۱۰۰ آمریکا داشته است، از جمله نه تک‌آهنگ شماره یک در هر دو کشور و همچنین هفت آلبوم متوالی شماره یک در آمریکا. او موفق‌ترین هنرمند انفرادی در تاریخ جدول‌های بیلبورد آمریکا است. تک‌آهنگ ادای احترام او به دایانا، شاهدخت ولز، با عنوان «شمعی در باد ۱۹۹۷»، نسخه بازنویسی‌شده تک‌آهنگ سال ۱۹۷۴ او، با فروش بیش از ۳۳ میلیون نسخه در سراسر جهان، پرفروش‌ترین تک‌آهنگ جدولی تاریخ است. در سال ۲۰۲۱، او اولین هنرمند انفرادی شد که در شش دهه مختلف تک‌آهنگ‌هایی در میان ۱۰ ترانه برتر بریتانیا داشت. جوایز او شامل یک جایزه امی پرایم‌تایم، پنج جایزه گرمی، دو جایزه اسکار، یک جایزه تونی، دو جایزه گلدن گلوب، یک جایزه لارنس اولیویه و جایزه مرکز کندی می‌شود. او در سال ۱۹۹۲ به تالار مشاهیر ترانه‌پردازان و در سال ۱۹۹۴ به تالار مشاهیر راک اند رول راه یافت و عضو آکادمی آهنگسازان بریتانیا (The Ivors Academy) است. در سال ۱۹۹۸ به دلیل خدماتش به موسیقی و امور خیریه به مقام شوالیه (Knight Bachelor) منصوب شد و در سال ۲۰۲۰ به عضویت نشان همراهان افتخار (Order of the Companions of Honour) درآمد.

## زندگی
رجینالد دوایت در پینر، انگلستان به دنیا آمد و والدینش اسکادران لیدر استنلی دوایت و شیلا نام داشتند. آن‌ها در سال ۱۹۶۲، وقتی دوایت ۱۵ ساله بود، از هم طلاق گرفتند و پس از آن مادرش با فرد فربرادر ازدواج کرد.
التون جان در سال ۱۹۷۶ هویت دوجنسگرا خودش را در مصاحبه‌ای با مجلهٔ رولینگ استون آشکار کرد. او در سال ۱۹۸۴ در روز ولنتاین با رینیت بلال ازدواج کرد، اما آن‌ها چهار سال بعد، از هم طلاق گرفتند و چندی بعد جان دوجنسگرا بودن خود را تکذیب کرد و گفت که همجنس‌گرا است.
التون جان با تهیه‌کننده آمریکایی دیوید فرنیش ازدواج کرده و صاحب دو فرزند پسر می‌باشد. لیدی گاگا (خواننده) مادر خوانده فرزندان التون جان است.
طی دوران کاری او، جان با الکل و کوکائین دست و پنجه نرم می‌کرد و شایعه شده بود که او سرمایه‌اش را خرج کرده است. در اواسط دههٔ ۱۹۹۰ جان با مایکل جکسون دوست شد و به دلیل کمکی که به مایکل در دوران اتهامات کودک آزاری سال ۱۹۹۳ کرد، مایکل هم آلبوم ریمیکس «خون روی زمین رقص» محصول سال ۱۹۹۷ را به او تقدیم کرد. اما جان در دادگاه سال ۲۰۰۵ مایکل جکسون ساکت ماند.
التون جان کارهای مشترکی نیز با دیگر خوانندگان جهان انجام داده که از جمله آن‌ها می‌توان به جرج مایکل و پاواروتی اشاره کرد.
در سال ۱۹۸۷ او عمل پولیپ انجام داد که به نظر می‌رسد به دلیل مصرف ماری جوانا به وجود آمده باشد.
فیلم موزیکال راکت من در سال ۲۰۱۹ به کارگردانی دکستر فلچر با الهام از دوران کودکی و زندگی شخصی سر التون جان ساخته و موفق به فروش ۱۹۶ میلیون دلار در گیشه‌های سینما شد.
در سال ۱۹۹۸ التون جان به پاس کارهای خیریه و اجراهایی که برای حمایت از خیریه‌ها انجام داد لقب سر را از ملکه الیزابت دوم دریافت کرد.

## سلامتی
جان در ۱ دسامبر ۲۰۲۴ اعلام کرد که بینایی خود را از دست داده است. او در سپتامبر همان سال گفته بود که در تابستان هنگام اقامت در جنوب فرانسه به عفونت چشمی شدیدی مبتلا شد، و باعث شده او از ناحیه چشم راست نابینا شود و از ناحیه سمت چپ «فقط بینایی محدود» داشته باشد.

## افتخارات
بیش از ۳۰۰ میلیون نسخه از آثار جان در جهان به فروش رسیده است و این موضوع او را به یکی از پرفروش‌ترین هنرمندان موسیقی در تمام دوران تبدیل کرده است. او بیش از ۵۰ تک‌آهنگ پرفروش در جایگاه ۴۰ رتبهٔ برتر جدول تک‌آهنگ‌های بریتانیا و بیلبورد هات ۱۰۰ ایالات متحده به ثبت رسانده است که هفت موردش در جدول بریتانیا و نه موردش در جدول ایالات متحده در جایگاه نخست جدول قرار گرفته‌اند. آهنگ او به اسم «شمعی در باد ۱۹۹۷» بیش از ۳۳ میلیون نسخه در سراسر جهان فروخته است و دومین تک‌آهنگ پرفروش تمام دوران است. بر اساس گزارش سال ۲۰۱۹ مجلهٔ بیلبورد، جان برترین هنرمند تک‌خوان در تاریخچهٔ جدول ایالات متحده (در مجموع سوم) و برترین هنرمند معاصر بزرگسالان در تمام دوران است.

## آلبوم‌شناسی

### آلبوم‌ها
| اطلاعات آلبوم                                                                            |
| ---------------------------------------------------------------------------------------- |
| Empty Sky (آسمان خالی)                                                                   |
| Elton John (التون جان)                                                                   |
| Tumbleweed Connection ()                                                                 |
| Madman Across The Water (دیوانه به سوی آب)                                               |
| Honky Château (کاخ مجلل)                                                                 |
| Don't Shoot Me I'm Only the Piano Player (به من تیراندازی نکن من فقط نوازنده پیانو هستم) |
| Goodbye Yellow Brick Road (خداحافظ جاده خشتی زرد)                                        |
| Caribou (کاری‌بو)                                                                         |
| Captain Fantastic and the Brown Dirt Cowboy (کاپیتان باورنکردنی و گاوچران تیره‌پوست خبیث) |
| Rock of the Westies (صخره غربی‌ها)                                                        |
| Blue Moves (جنبش‌های آبی رنگ)                                                             |
| A Single Man (مردی تنها)                                                                 |
| Victim of Love (قربانی عشق)                                                              |
| ۲۱ at ۳۳ (۲۱ در ۳۳)                                                                      |
| The Fox (روباه)                                                                          |
| Jump Up! (جامپ آپ!)                                                                      |
| Too Low for Zero (خیلی کم برای پوچ)                                                      |
| Breaking Hearts (دل‌شکستگان)                                                              |
| Ice on Fire (یخ بر آتش)                                                                  |
| Leather Jackets (ژاکت‌های چرمی)                                                           |
| Reg Strikes Back ()                                                                      |
| Sleeping With the Past (خوابیدن با گذشته)                                                |
| The One (یک)                                                                             |
| Duets (دونوازی)                                                                          |
| Made in England (ساختهٔ انگلیس)                                                           |
| The Big Picture (عکس بزرگ)                                                               |
| Songs From The West Coast (ترانه‌های کرانه غربی)                                          |
| Peachtree Road (جاده درخت هلو)                                                           |
| The Captain and the Kid (کاپیتان و کودک)                                                 |
| The Diving Board                                                                         |
| Wonderful Crazy Night                                                                    |
| Regimental Sgt. Zippo                                                                    |

### آلبوم‌های زنده
- ۱۹۷۱ ۱۱-۱۷-۷۰; #۲۰ UK, #۱۱ US
- ۱۹۷۶ Here and There; #۶ UK, #۴ US (اینجا و آنجا)
- ۱۹۸۷ Live in Australia with the Melbourne Symphony Orchestra; #۲۴ US (زنده در استرالیا همراه با ارکستر سمفونی ملبورن)
- ۲۰۰۰ One Night Only; #۷ UK, #۶۵ US (تنها یک شب)
- ۲۰۰۲ Live at the Ritz (زنده در ریتز)

### موسیقی متن
- ۱۹۷۰ Soundtrack for The Games (بازی‌ها)
- ۱۹۷۱ Friends; #۳۶ US (دوستان)
- ۱۹۹۴ The Lion King; #۴ UK (شیرشاه)
- ۱۹۹۹ Soundtrack for The Muse (تفکر)
- ۱۹۹۹ Elton John and Tim Rice's Aida (آلبوم گردآوری شده); #۲۹ UK, #۴۱ US
- ۲۰۰۰ The Road to El Dorado; #۶۳ US (به سوی ال دورادو)
- ۲۰۰۵ Music for Billy Elliot the Musical (در دست تهیه)
- ۲۰۰۶ Music for Lestat (اعلام شد اما صرف نظر شد)

### از انباره فیلم
- ۱۹۷۹ The Complete Thom Bell Sessions; #۵۱ US
- ۲۰۰۱  فیلم  (فیلم)

### گردآوری شده
- Greatest Hits (۱۹۷۴) (بزرگ‌ترین آثار)
- Greatest Hits Volume ۲ (۱۹۷۷) (بزرگ‌ترین آثار شماره ۲)
- Lady Samantha (۱۹۸۰) (بانو سامانتا)
- Milestones (۱۹۸۰) (نقاط عطف)
- Love Songs (۱۹۸۲) (ترانه‌های عاشقانه)
- Your Songs (۱۹۸۵) (ترانه‌هایتان)
- Greatest Hits, Volume ۳ (۱۹۸۷) (بزرگ‌ترین آثار شماره ۳)
- To Be Continued... (۱۹۹۰) (ادامه دارد)
- The Very Best of Elton John (۱۹۹۰) (بهترین‌های التون جان)
- Rare Masters (۱۹۹۲)
- Greatest Hits ۱۹۷۶–۱۹۸۶ (۱۹۹۲) (بزرگ‌ترین آثار ۱۹۷۶–۱۹۸۶)
- Chartbusters Go Pop! ۲۰ Legendary Covers from ۱۹۶۹/۷۰ as Sung by Elton John (۱۹۹۴)
- Love Songs (۱۹۹۶) (ترانه‌های عاشقانه)
- Greatest Hits ۱۹۷۰–۲۰۰۲ (۲۰۰۲) (بزرگ‌ترین آثار شماره ۱۹۷۰–۲۰۰۲)

### آلبوم قدردانی
- Two Rooms: Celebrating the Songs of Elton John & Bernie Taupin (۱۹۹۱)

### دی‌وی‌دی‌ها
- The Very Best Of Elton John (۲۰۰۰)
- One Night Only The Greatest Hits live at Madison Square Garden (۲۰۰۱)
- Live In Barcelona (۲۰۰۲)
- To Russia with Elton (۲۰۰۴)
- Dream Ticket (۲۰۰۴)

### تک‌آهنگ‌ها
| Year | Title | Album                                                   | UK UK Singles Chart | U.S. Billboard Hot 100 | U.S. Cash Box Top 100  | U.S. Sales Variety (76-84) or Billboard (84-present) | U.S. Airplay Radio & Records (73-84) or Billboard (84-present) |
| ---- | --- | ------------------------------------------------------- | ------------------- | ---------------------- | ---------------------- | ---------------------------------------------------- | -------------------------------------------------------------- |
| ۱۹۶۸ | «I've Been Loving You»                                                                                             | non-album single                                        | –                   | –                      | –                      | –                                                    | –                                                              |
| ۱۹۶۹ | «Lady Samantha» | non-album single                                        | –                   | –                      | –                      | –                                                    | –                                                              |
| ۱۹۶۹ | «It's Me That You Need»                                                                                            | non-album single                                        | –                   | –                      | –                      | –                                                    | –                                                              |
| ۱۹۷۰ | «Border Song» | Elton John                                              | –                   | ۹۲                     | –                      | –                                                    | –                                                              |
| ۱۹۷۰ | «Rock And Roll Madonna»                                                                                            | non-album single                                        | –                   | –                      | –                      | –                                                    | –                                                              |
| ۱۹۷۰ | «From Denver To L.A.»                                                                                              | The Games soundtrack                                    | –                   | –                      | –                      | –                                                    | –                                                              |
| ۱۹۷۰ | «Your Song» | Elton John                                              | ۷                   | ۸                      | ۸                      | –                                                    | –                                                              |
| ۱۹۷۱ | "Friends" | Friends soundtrack                                      | –                   | ۳۴                     | ۱۷                     | –                                                    | –                                                              |
| ۱۹۷۱ | "Levon" | Madman Across The Water                                 | –                   | ۲۴                     | ۱۷                     | –                                                    | –                                                              |
| ۱۹۷۲ | «Tiny Dancer» | Madman Across The Water                                 | –                   | ۴۱                     | ۲۹                     | –                                                    | –                                                              |
| ۱۹۷۲ | «Rocket Man\|Rocket Man (I Think It's Going to Be a Long, Long Time)»                                              | Honky Château                                           | ۲                   | ۶                      | ۱۱                     | –                                                    | –                                                              |
| ۱۹۷۲ | «Honky Cat» | Honky Château                                           | ۳۱                  | ۸                      | ۱۸                     | –                                                    | –                                                              |
| ۱۹۷۲ | «Crocodile Rock»                                                                                                   | Don't Shoot Me I'm Only the Piano Player                | ۴                   | ۱ (۳)                  | ۱ (۲)                  | –                                                    | –                                                              |
| ۱۹۷۳ | "Daniel" | Don't Shoot Me I'm Only the Piano Player                | ۴                   | ۲                      | ۲                      | –                                                    | –                                                              |
| ۱۹۷۳ | «Saturday Night's Alright for Fighting»                                                                            | Goodbye Yellow Brick Road                               | ۷                   | ۱۲                     | ۹                      | –                                                    | –                                                              |
| ۱۹۷۳ | «Goodbye Yellow Brick Road»                                                                                        | Goodbye Yellow Brick Road                               | ۶                   | ۲                      | ۱ (۱)                  | –                                                    | ۱                                                              |
| ۱۹۷۳ | «Step Into Christmas»                                                                                              | non-album single                                        | ۲۴                  | –                      | ۵۶                     | –                                                    | –                                                              |
| ۱۹۷۴ | «Candle in the Wind»                                                                                               | Goodbye Yellow Brick Road                               | ۱۱                  | –                      | –                      | –                                                    | –                                                              |
| ۱۹۷۴ | «Bennie and the Jets»                                                                                              | Goodbye Yellow Brick Road                               | ۳۷                  | ۱ (۱)                  | ۱ (۱)                  | –                                                    | ۱                                                              |
| ۱۹۷۴ | «Don't Let the Sun Go Down on Me»                                                                                  | Caribou                                                 | ۱۶                  | ۲                      | ۱ (۱)                  | –                                                    | ۲                                                              |
| ۱۹۷۴ | «The Bitch Is Back»                                                                                                | Caribou                                                 | ۱۵                  | ۴                      | ۵                      | –                                                    | ۵                                                              |
| ۱۹۷۴ | «Lucy in the Sky with Diamonds»                                                                                    | non-album single                                        | ۱۰                  | ۱ (۲)                  | ۱ (۱)                  | –                                                    | ۱                                                              |
| ۱۹۷۵ | «Philadelphia Freedom»                                                                                             | non-album single                                        | ۱۲                  | ۱ (۲)                  | ۱ (۲)                  | –                                                    | ۱                                                              |
| ۱۹۷۵ | «Someone Saved My Life Tonight»                                                                                    | Captain Fantastic and the Brown Dirt Cowboy             | ۲۲                  | ۴                      | ۱ (۱)                  | –                                                    | ۲                                                              |
| ۱۹۷۵ | «Island Girl» | Rock of the Westies                                     | ۱۴                  | ۱ (۳)                  | ۱ (۲)                  | ۱                                                    | ۱                                                              |
| ۱۹۷۶ | «Grow Some Funk of Your Own" / "I Feel Like A Bullet (In the Gun of Robert Ford)                                   | Rock of the Westies                                     | ۱۶                  | ۱۴                     | ۹ (Grow) / 18 (Bullet) | ۲۶                                                   | ۱۶                                                             |
| ۱۹۷۶ | «Pinball Wizard»                                                                                                   | Tommy soundtrack                                        | ۷                   | –                      | –                      | –                                                    | ۹                                                              |
| ۱۹۷۶ | «Don't Go Breaking My Heart" (with Kiki Dee)                                                                       | non-album single                                        | ۱ (۶)               | ۱ (۴)                  | ۱ (۳)                  | ۱ (۶)                                                | ۱ (۷)                                                          |
| ۱۹۷۶ | «Sorry Seems to Be the Hardest Word»                                                                               | Blue Moves                                              | ۱۱                  | ۶                      | ۷                      | ۱۱                                                   | ۵                                                              |
| ۱۹۷۷ | «Bite Your Lip (Get Up And Dance)»                                                                                 | Blue Moves                                              | ۲۸                  | ۲۸                     | ۴۲                     | ۴۴                                                   | –                                                              |
| ۱۹۷۷ | «Crazy Water» | Blue Moves                                              | ۲۷                  | –                      | –                      | –                                                    | –                                                              |
| ۱۹۷۸ | «Flinstone Boy» | non-album single                                        | –                   | –                      | –                      | –                                                    | –                                                              |
| ۱۹۷۸ | "Ego" | non-album single                                        | ۳۴                  | ۳۴                     | ۲۲                     | –                                                    | –                                                              |
| ۱۹۷۸ | «Part-Time Love»                                                                                                   | A Single Man                                            | ۱۵                  | ۲۲                     | ۱۳                     | ۴۲                                                   | ۲۵                                                             |
| ۱۹۷۸ | «Song For Guy» | A Single Man                                            | ۴                   | ۱۱۰                    | –                      | –                                                    | –                                                              |
| ۱۹۷۹ | «Are You Ready For Love»                                                                                           | The Complete Thom Bell Sessions                         | ۴۲                  | –                      | –                      | –                                                    | –                                                              |
| ۱۹۷۹ | «Mama Can't Buy You Love»                                                                                          | The Complete Thom Bell Sessions                         | –                   | ۹                      | ۱۰                     | ۱۸                                                   | ۴                                                              |
| ۱۹۷۹ | «Victim of Love»                                                                                                   | Victim of Love                                          | –                   | ۳۱                     | ۳۸                     | –                                                    | –                                                              |
| ۱۹۷۹ | «Johnny B. Goode»                                                                                                  | Victim of Love                                          | –                   | –                      | –                      | –                                                    | –                                                              |
| ۱۹۸۰ | «Little Jeannie»                                                                                                   | ۲۱ at ۳۳                                                | ۳۳                  | ۳                      | ۳                      | ۶                                                    | ۲                                                              |
| ۱۹۸۰ | «(Sartorial Eloquence) Don't Ya Wanna Play This Game No More?»                                                     | ۲۱ at ۳۳                                                | ۴۴                  | ۳۹                     | ۵۸                     | –                                                    | –                                                              |
| ۱۹۸۱ | «I Saw Her Standing There»                                                                                         | non-album single                                        | ۴۰                  | –                      | –                      | –                                                    | –                                                              |
| ۱۹۸۱ | «Nobody Wins» | The Fox                                                 | ۴۲                  | ۲۱                     | ۲۴                     | ۴۰                                                   | ۲۰                                                             |
| ۱۹۸۱ | "Chloe" | The Fox                                                 | –                   | ۳۴                     | ۳۱                     | –                                                    | –                                                              |
| ۱۹۸۲ | «Empty Garden (Hey, Hey Johnny)»                                                                                   | Jump Up!                                                | ۵۱                  | ۱۳                     | ۱۲                     | –                                                    | ۹                                                              |
| ۱۹۸۲ | «Blue Eyes» | Jump Up!                                                | ۸                   | ۱۲                     | ۱۰                     | –                                                    | ۱۱                                                             |
| ۱۹۸۳ | «I'm Still Standing»                                                                                               | Too Low For Zero                                        | ۴                   | ۱۲                     | ۱۸                     | –                                                    | ۵                                                              |
| ۱۹۸۳ | «Kiss The Bride»                                                                                                   | Too Low For Zero                                        | ۲۰                  | ۲۵                     | ۳۱                     | –                                                    | ۱۳                                                             |
| ۱۹۸۳ | «I Guess That's Why They Call It the Blues»                                                                        | Too Low For Zero                                        | ۵                   | ۴                      | ۵                      | ۵                                                    | ۴                                                              |
| ۱۹۸۳ | «Cold As Christmas / Crystal»                                                                                      | Too Low For Zero                                        | ۳۳                  | –                      | –                      | –                                                    | –                                                              |
| ۱۹۸۴ | «Sad Songs (Say So Much)»                                                                                          | Breaking Hearts                                         | ۷                   | ۵                      | ۱۰                     | –                                                    | ۴                                                              |
| ۱۹۸۴ | "Passengers" | Breaking Hearts                                         | ۵                   | –                      | –                      | –                                                    | –                                                              |
| ۱۹۸۴ | «Who Wears These Shoes?»                                                                                           | Breaking Hearts                                         | ۵۰                  | ۱۶                     | ۲۳                     | ۲۷                                                   | ۱۰                                                             |
| ۱۹۸۴ | «In Neon» | Breaking Hearts                                         | –                   | ۳۸                     | ۳۴                     | –                                                    | –                                                              |
| ۱۹۸۴ | «Breaking Hearts (Ain't What Used To Be)»                                                                          | Breaking Hearts                                         | ۵۹                  | –                      | –                      | –                                                    | –                                                              |
| ۱۹۸۵ | «Act Of War (Part ۱)» (with Millie Jackson)                                                                        | non-album single                                        | ۳۲                  | –                      | –                      | –                                                    | –                                                              |
| ۱۹۸۵ | «Wrap Her Up» | Ice on Fire                                             | ۱۲                  | ۲۰                     | ۱۴                     | ۲۷                                                   | ۱۶                                                             |
| ۱۹۸۵ | «That's What Friends Are For" (with Dionne Warwick, Stevie Wonder and Gladys Knight, credited as Dionne & Friends) | non-album single                                        | ۱۶                  | ۱ (۴)                  | ۱                      | ۱                                                    | ۱                                                              |
| ۱۹۸۶ | "Nikita" | Ice on Fire                                             | ۳                   | ۷                      | ۹                      | ۸                                                    | ۶                                                              |
| ۱۹۸۶ | «Cry To Heaven» | Ice on Fire                                             | ۴۷                  | –                      | –                      | –                                                    | –                                                              |
| ۱۹۸۶ | «Heartache All Over the World»                                                                                     | Leather Jackets                                         | ۴۵                  | ۵۵                     | ۴۸                     | –                                                    | –                                                              |
| ۱۹۸۶ | «Slow Rivers" (with Cliff Richard)                                                                                 | Leather Jackets                                         | ۴۴                  | –                      | –                      | –                                                    | –                                                              |
| ۱۹۸۷ | «Flames of Paradise" (with Jennifer Rush)                                                                          | non-album single                                        | ۵۹                  | ۳۶                     | ۳۸                     | ۳۲                                                   | ۳۴                                                             |
| ۱۹۸۷ | «Your Song (live)»                                                                                                 | Live in Australia with the Melbourne Symphony Orchestra | ۸۵                  | –                      | –                      | –                                                    | –                                                              |
| ۱۹۸۷ | «Candle in the Wind (live)»                                                                                        | Live in Australia with the Melbourne Symphony Orchestra | ۵                   | ۶                      | ۷                      | ۶                                                    | ۷                                                              |
| ۱۹۸۸ | «I Don't Wanna Go on With You Like That»                                                                           | Reg Strikes Back                                        | ۳۰                  | ۲                      | ۲                      | ۲                                                    | ۳                                                              |
| ۱۹۸۸ | «Town of Plenty»                                                                                                   | Reg Strikes Back                                        | ۷۴                  | –                      | –                      | –                                                    | –                                                              |
| ۱۹۸۸ | «A Word in Spanish»                                                                                                | Reg Strikes Back                                        | ۹۱                  | ۱۹                     | ۱۸                     | ۱۵                                                   | ۲۷                                                             |
| ۱۹۸۹ | «Through the Storm" (with Aretha Franklin)                                                                         | non-album single                                        | ۴۱                  | ۱۶                     | ۱۵                     | ۱۳                                                   | ۱۹                                                             |
| ۱۹۸۹ | «Healing Hands» | Sleeping with the Past                                  | ۴۵                  | ۱۳                     | ۱۱                     | ۸                                                    | ۲۰                                                             |
| ۱۹۸۹ | "Sacrifice" | Sleeping with the Past                                  | ۵۵                  | ۱۸                     | –                      | ۱۴                                                   | ۲۵                                                             |
| ۱۹۹۰ | «Sacrifice / Healing Hands»                                                                                        | Sleeping with the Past                                  | ۱ (۶)               | –                      | –                      | –                                                    | –                                                              |
| ۱۹۹۰ | «Club At the End of the Street»                                                                                    | Sleeping with the Past                                  | –                   | ۲۸                     | ۲۴                     | ۲۶                                                   | ۳۴                                                             |
| ۱۹۹۰ | «Club At the End of the Street / Whispers»                                                                         | Sleeping with the Past                                  | ۴۷                  | –                      | –                      | –                                                    | –                                                              |
| ۱۹۹۰ | «You Gotta Love Someone»                                                                                           | non-album single                                        | ۳۳                  | ۴۳                     | ۳۷                     | ۳۶                                                   | –                                                              |
| ۱۹۹۰ | «Easier to Walk Away»                                                                                              | To Be Continued                                         | ۶۳                  | –                      | –                      | –                                                    | –                                                              |
| ۱۹۹۱ | «Don't Let the Sun Go Down on Me" (live, with George Michael)                                                      | non-album single                                        | ۱ (۲)               | ۱ (۱)                  | ۱ (۱)                  | ۴                                                    | ۴                                                              |
| ۱۹۹۲ | «The One» | The One                                                 | ۱۰                  | ۹                      | ۷                      | ۱۷                                                   | ۸                                                              |
| ۱۹۹۲ | «Runaway Train» | The One                                                 | ۳۱                  | –                      | –                      | –                                                    | –                                                              |
| ۱۹۹۲ | «The Last Song» | The One                                                 | ۲۱                  | ۲۳                     | ۲۰                     | ۳۰                                                   | ۲۷                                                             |
| ۱۹۹۳ | «Simple Life» | The One                                                 | ۴۴                  | ۳۰                     | ۱۸                     | ۶۹                                                   | ۲۶                                                             |
| ۱۹۹۳ | «True Love" (with Kiki Dee)                                                                                        | Duets                                                   | ۲                   | ۵۶                     | ۵۸                     | ۵۴                                                   | –                                                              |
| ۱۹۹۴ | «Don't Go Breaking My Heart" (with Ru Paul)                                                                        | Duets                                                   | ۷                   | ۹۲                     | –                      | ۶۶                                                   | –                                                              |
| ۱۹۹۴ | «Ain't Nothing Like the Real Thing" (with Marcella Detroit)                                                        | Duets                                                   | ۲۴                  | –                      | –                      | –                                                    | –                                                              |
| ۱۹۹۴ | «Can You Feel the Love Tonight?»                                                                                   | The Lion King soundtrack                                | ۱۴                  | ۴                      | ۴                      | ۶                                                    | ۲                                                              |
| ۱۹۹۴ | «Circle of Life»                                                                                                   | The Lion King soundtrack                                | ۱۱                  | ۱۸                     | ۲۵                     | ۳۴                                                   | ۱۵                                                             |
| ۱۹۹۵ | "Believe" | Made in England                                         | ۱۵                  | ۱۳                     | ۱۱                     | ۱۹                                                   | ۱۴                                                             |
| ۱۹۹۵ | «Made in England»                                                                                                  | Made in England                                         | ۱۸                  | ۵۲                     | ۵۸                     | –                                                    | ۴۳                                                             |
| ۱۹۹۵ | "Blessed" | Made in England                                         | –                   | ۳۴                     | ۴۶                     | ۴۶                                                   | ۳۱                                                             |
| ۱۹۹۶ | "Please" | Made in England                                         | ۳۳                  | –                      | –                      | –                                                    | –                                                              |
| ۱۹۹۶ | «You Can Make History (Young Again)»                                                                               | non-album single                                        | ۷۰                  | ۷۰                     | ۶۶                     | ۶۳                                                   | –                                                              |
| ۱۹۹۶ | «Live Like Horses" (with Luciano Pavarotti)                                                                        | non-album single                                        | ۹                   | –                      | –                      | –                                                    | –                                                              |
| ۱۹۹۷ | «Something About the Way You Look Tonight / Candle in the Wind '۹۷»                                                | The Big Picture                                         | ۱ (۵)               | ۱ (۱۴)                 | –                      | ۱                                                    | ۱۸ (Way) / 21 (Candle)                                         |
| ۱۹۹۸ | «Recover Your Soul»                                                                                                | The Big Picture                                         | ۱۶                  | ۵۵                     | –                      | –                                                    | ۶۵                                                             |
| ۱۹۹۸ | «If the River Can Bend»                                                                                            | The Big Picture                                         | ۳۲                  | –                      | –                      | –                                                    | –                                                              |
| ۱۹۹۹ | «Written in the Stars" (with LeAnn Rimes)                                                                          | Elton John and Tim Rice's Aida                          | ۱۰                  | ۲۹                     | –                      | ۱۳                                                   | –                                                              |
| ۲۰۰۰ | «Someday Out of the Blue»                                                                                          | The Road to El Dorado soundtrack                        | –                   | ۴۹                     | –                      | ۱۵                                                   | –                                                              |
| ۲۰۰۱ | «I Want Love» | Songs From the West Coast                               | ۹                   | ۱۱۰                    | –                      | –                                                    | –                                                              |
| ۲۰۰۲ | «This Train Don't Stop There Anymore»                                                                              | Songs From the West Coast                               | ۲۴                  | –                      | –                      | –                                                    | –                                                              |
| ۲۰۰۲ | «Original Sin» | Songs From the West Coast                               | ۳۹                  | –                      | –                      | –                                                    | –                                                              |
| ۲۰۰۲ | «Your Song" (with Alessandro Safina)                                                                               | non-album single                                        | ۴                   | –                      | –                      | –                                                    | –                                                              |
| ۲۰۰۲ | «Sorry Seems to Be the Hardest Word" (feat. Blue)                                                                  | non-album single                                        | ۱ (۱)               | –                      | –                      | –                                                    | –                                                              |
| ۲۰۰۳ | «Are You Ready For Love" (re-mix)                                                                                  | non-album single                                        | ۱ (۱)               | –                      | –                      | –                                                    | –                                                              |
| ۲۰۰۴ | «All That I'm Allowed (I'm Thankful)»                                                                              | Peachtree Road                                          | ۲۰                  | –                      | –                      | –                                                    | –                                                              |
| ۲۰۰۵ | «Turn the Lights Out When You Leave»                                                                               | Peachtree Road                                          | ۳۲                  | –                      | –                      | –                                                    | –                                                              |
| ۲۰۰۵ | «Ghetto Gospel» (۲Pac feat. Elton John)                                                                            | Loyal to the Game (2Pac)                                | ۱ (۳)               | –                      | –                      | –                                                    | –                                                              |
| ۲۰۰۵ | "Electricity" | non-album single                                        | ۴                   | –                      | –                      | –                                                    | –                                                              |
| ۲۰۰۶ | «The Bridge» | The Captain and the Kid                                 | TBR                 | ۳۹ (AC)                | –                      | –                                                    | –                                                              |